# Pillenbruch

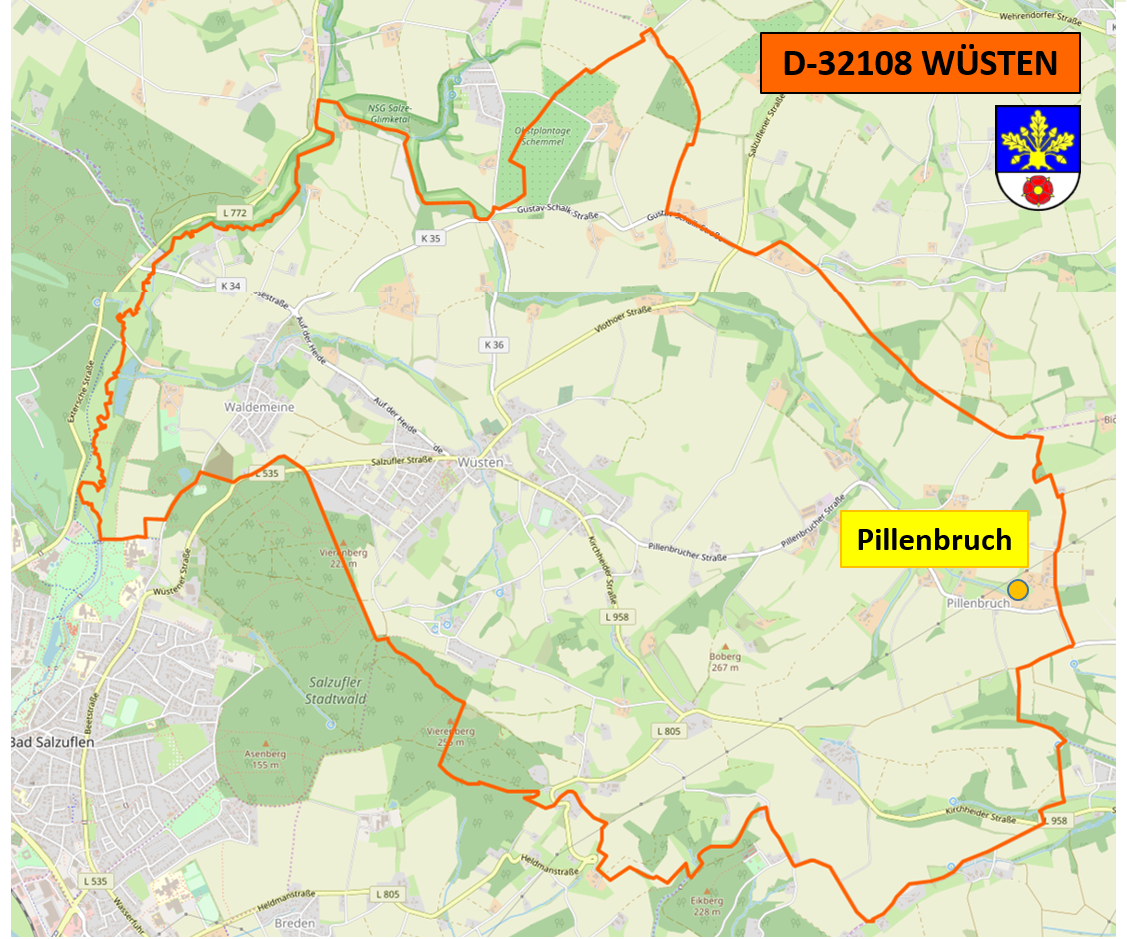
Lage Pillenbruchs in Wüsten

Pillenbruch ist ein zum Stadtteil Wüsten gehörender Ortsteil der lippischen Stadt Bad Salzuflen im Nordosten Nordrhein-Westfalens.

## Geographie

### Lage
Der Ort liegt rund drei Kilometer östlich von Wüsten und unmittelbar westlich des Lemgoer Stadtteils Welstorf.

### Gewässer
In Pillenbruch entspringt die 6,2 Kilometer lange Glimke, die bei der Detmolder Straße auf Vlothoer Stadtgebiet in die Salze mündet.
Weite Teile der Glimke sind als Naturschutzgebiet „Glimketal“ (LIP-040; 72,2 Hektar) ausgewiesen.

## Geschichte
Der Ort wurde im Mittelalter als Hagenhufendorf entlang der Glimke wahrscheinlich durch die Herren von Varenholz gegründet, 1338 erstmals urkundlich erwähnt, als das westfälisch-waldecksche Uradelsgeschlecht zu Gogreven den „Hagen zu Pillincbroke“ samt Zubehör an Bernhard von Exterde verpfändete.
Ende der 1780er Jahre endete die preußische Herrschaft in Pillenbruch, durch Tausch wurde es nun der lippischen Obrigkeit zugeteilt.

„Gerichtliche Sachen Da an der vollkommenen Entdeckung der Thäter der im Jenner 1798 gegen die Leibzüchter Klocken zu Pillenbrock verübten gewaltsamen, und mit harter Mißhandlung derselben verbundenen großen Diebstahls, sehr gelegen ist; so wird nicht nur demjenigen, welcher solche Beweise, die zur völligen Ueberführung und Bestrafung der Thäter dienen, beym Criminalgericht, oder seiner Amtsobrigkeit anzugeben im Stande, und an der Theilnahme dieses Verbrechens selbst unschuldig ist, eine Belohnung von 50 rthl., unter Verschweigung seines Namens versprochen, sondern auch demjenigen, der zwar an Ausübung dieses Diebstahls Theil genommen, allein daß er durch andere dazu verführt worden, zeigen kann, im Fall er die übrigen Thäter, mit der vorhin gedachten Gewißheit dem Criminalgericht, oder seiner Amtsobrigkeit angiebt, völlige Befreyung von der Strafe, und dem Schadens-Ersatz im Namen Sereniffimi Principis hochfürstlichen Durchlaucht hiermit zugesichert. Detmold den 10ten Febr. 1800.  –  Fürstl. Lippisches Criminalgericht daselbst.“

1969 kam es zur Aufteilung der Gemeinde Welstorf, zu der Pillenbruch gehörte: Welstorf wurde Lemgo, Pillenbruch und Voßhagen wurden Bad Salzuflen zugesprochen.

### Name
Der Name leitet sich aus dem zu Pehlen gehörenden Bruch ab: „Pehlenbruch“ = Sumpflandschaft.
Folgende Schreibweisen sind belegt: Pillincbroke (bis 1360), Pillenbroke (1381), Pillinckbroke (1439), Pillingkbroicke (1474, 1518), Pillinbroick (1507, im ältesten Landschatzregister), Pillenbroeck (1535), Pyllinckbroicke (1574), Pillingbrogh (1590 im Landschatzregister), Pillingkbroick (1615), Pillinghbruche (1618 im Landschatzregister) und Pillenbrock (1678 im Lemgoer Bürgerbuch, 1758).

## Wirtschaft und Infrastruktur

### Windpark Pillenbruch

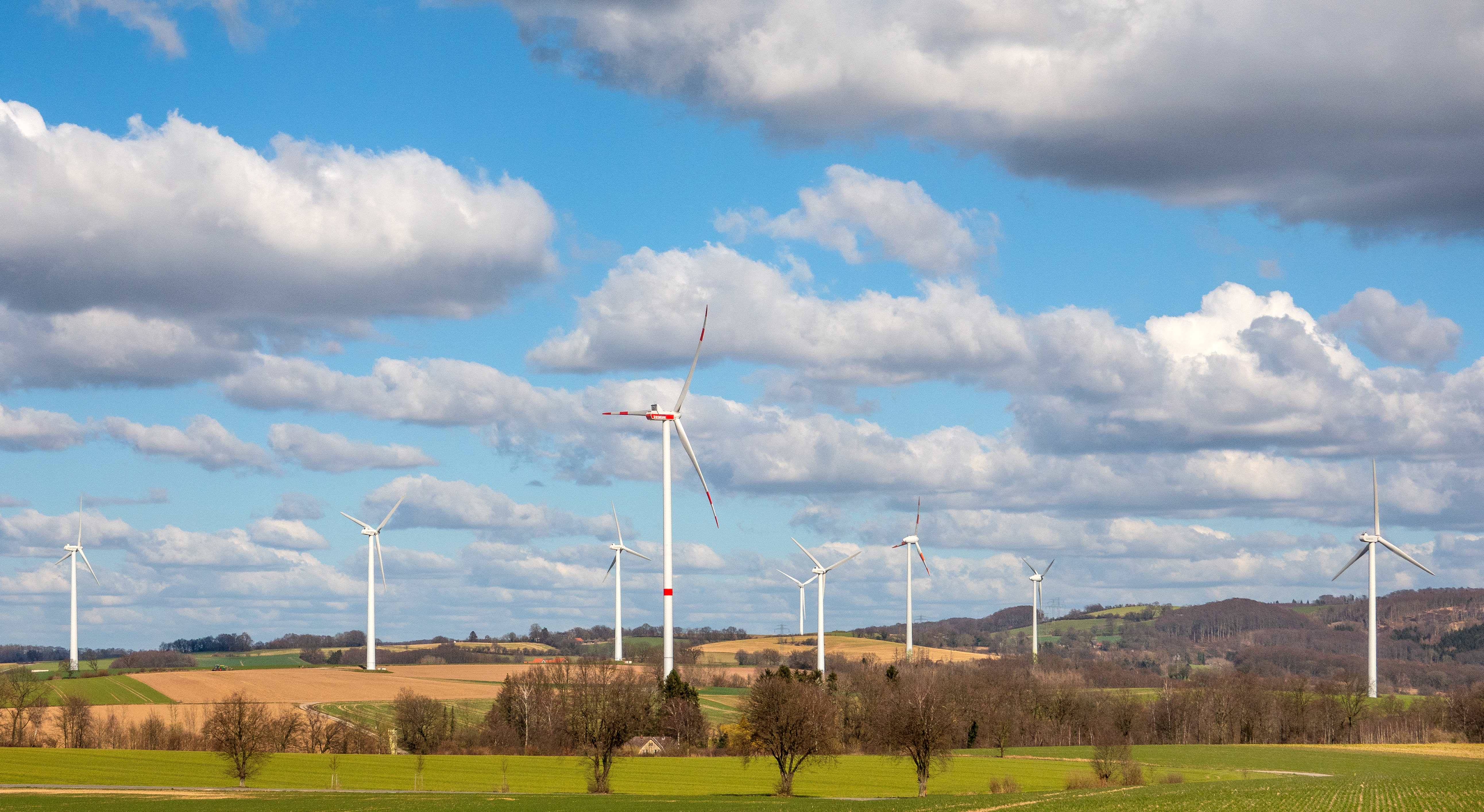
Windpark Pillenbruch

Südlich von Pillenbruch befindet sich der 2001/2002 errichtete Windpark Pillenbruch. Die Energiequelle GmbH betreibt hier elf Windkraftanlagen – acht NEG Micon NM60/1000 / zwei Enercon E-58 / eine Nordex N80/2500, die Windenergie in elektrische Energie (12,5 MW) umwandeln. Die jeweils rund zwei Millionen Mark teuren Anlagen wurden mittels Spezialtransportern aus Dänemark angeliefert.
Im Dezember 2020 wurde eine weitere Windkraftanlage des Typs „Vestas V-112“ mit einer Nabenhöhe von 119 Meter und einer Leistung von 3,45 MW errichtet.

### Verkehr

#### Straße
Die einzige Straße im Siedlungsgebiet ist die Pillenbrucher Straße.

#### Öffentlicher Nahverkehr
Die Siedlung wird von der Anrufbuslinie 974 des Stadtbusnetzes Bad Salzuflen bedient.
Die nächsten Bahnhöfe sind Vlotho, Lemgo und Bad Salzuflen, die nächsten Fernbahnhöfe Herford und Bielefeld Hbf.

## Kultur und Sehenswürdigkeiten

### Höfe und Häuser
- Pillenbrucher Straße Nr. 21: „Hofanlage Stuckmann“ und „Pilzhof Lippe“, ehemals – als größter Hof Oberwüstens – „Oberwüsten 1“
  - die Torbogeninschrift lautet 0IM JAHR 1836 DEN 9 JULIUS HAT BERND HENRICH KIXMÖLLER UND HANNE FRIDERICKE RASCHEN IM NAMEN JESUS CHRIST DIESES HAUS GEBAUET IST ZUR WOHNUNG DIESER WELT SOLANGE ES GOTT GEFALT · WOHL DEM DER IN DER HIMMELSTADT AUCH EINE SICHER WOHNUNG HAT PSALM 15 V 1 HERR WER WIRD WOHNEN IN DEINER HÜTTE · WER WIRD BLEIBEN AUF DEINEEM HEILIGEN BERGEN - M HERMAN HENRICH DEPPE[4][5]

- Pillenbrucher Straße Nr. 21c: „Beekhof“, ehemals auch zum Hof „Oberwüsten 1“ gehörend
  - die Inschrift des Torbogens lautet 0ANNO 1820 DEN 10 MEI HAT JOHANN HENRICH MEIERJOHAN UND ANNA MARIA ELIESABATH PANKOKEN DIESES HAUS LASSEN BAUEN. AUF GOT UND NICHT AUF MEINEN RATH WILL ICH MEIN GLÜCK BAUEN UND DEN DER MICH ERSCHAFFEN HAT MIT GANSER SELE TRAUEN. ER DER DIE WELT ALLEMÄCHTIG HÄLT WIRD AUCH IN MEINEN TAGEN ALS SOHN UND VATER TRAGEN  – MEISTER JOHANN BERNDT DEPPE[5]

- Pillenbrucher Straße Nr. 30: „Pecherhof“, ehemals „Oberwüsten 5“ und „Wüsten 269“
  - die Torbogeninschrift der Leibzucht lautet 0ANNO 1842 DEN 21TEN YULIUS HAT DIEDERRICH HENRICH WUSTENBECKER UND ANNA ELISABETH STURHANEN HABEN DIESES HAUS BAUEN LASSEN · WIR BAUEN HAUSER UND PALASTE UND SIND HIER DOCH NUR FREMDE GASTE WOHL DEM DER IN DER HIMMELSSTADT NUR EINE SCHONE WOHNUNG HAT DEN SELICH SIND DIE GOTTES WORT HOREN UND ZUGLEICH WAHREN · MEISTER PHILIPP YUNGEBLUT[4][5]

- Beim Haus Pillenbrucher Straße 57 steht das 2013 von den Bewohnern Pillenbruchs errichtete Denkmal „Pillenbruch – seit 1338“, ein Findling mit Salzufler Wappen und Lippischer Rose.

### Grenzsteine
Entlang der ehemaligen Grenze des Fürstent(h)ums Lippe zum Freistaat Preußen bzw. der Grafschaft Ravensberg stehen rund 50 Landesgrenzsteine, die als Baudenkmale in die Denkmallisten von Bad Salzuflen, Herford und Vlotho eingetragen worden sind. Bei Pillenbruch sind noch die Grenzsteine „GR-040-41“ und „GR-040-42A“ vorhanden.